# Oreneta collrogenca
L'oreneta collrogenca (Petrochelidon rufocollaris) és una espècie d'ocell de la família dels hirundínids (Hirundinidae). Es troba a la costa centre i nord del Perú i sud d'Equador. Els seus hàbitats principals són les terres llaurades, els jardins rurals i les àrees urbanes. El seu estat de conservació es considera de risc mínim.